# Zählsprengel
Ein Zählsprengel (abgekürzt ZSP) ist in der amtlichen österreichischen Statistik das kleinste Gebiet, für das statistische Daten gesondert erhoben werden. Zählsprengel werden von der Statistik Austria (STAT) verwaltet. Übergeordnet ist der Zählbezirk (ZB), nur Wien – als Bundesland, Bezirk, Gemeinde und Statutarstadt gleichzeitig ein Sonderfall – ist nach Zählgebiet gegliedert.

## Allgemeines
Zählsprengel sind Teilflächen einer Gemeinde. Gemeinden, die in Zählsprengel eingeteilt sind, heißen Zählsprengelgemeinden. Gemeinden, die nicht in Zählsprengel eingeteilt sind (Nichtzählsprengelgemeinden), kann man auch als aus einem einzelnen Zählsprengel bestehend betrachten.
Zählsprengel sind, mit den Ortschaften, auch die kleinsten Einheiten, für welche die Ergebnisse von Volkszählungen und anderen Zählungen über die Zahl der Gebäude, Wohnungen, Haushalte, Wohnbevölkerung usw. standardmäßig zur Verfügung stehen: Liegen in einem Sprengel mehrere Ortschaften (etwa in Nichtzählsprengelgemeinden), sind diese die kleinsten, ist eine Ortschaft in mehrere Sprengel untergliedert, sind die Sprengel die kleinste Einheit.
Zählsprengel sind keine Verwaltungseinheiten oder Zuständigkeitsgebiete von Behörden, sondern der amtlichen Statistik. Sie können sich nach Bedarf der Zählungen und deren Auswertungen nach den Vorgaben der amtlichen Statistik ändern. Bei Änderungen wird jedoch Wert darauf gelegt, dass die Zählungsergebnisse vergleichbar bleiben.
Das Wort Sprengel stammt aus der Verwaltungssprache. Es bedeutete ursprünglich den Amtsbezirk eines Geistlichen, eigentlich den Bereich, welcher von seinem Weihwassersprenger (Aspergill) erreichbar war. Das Wort wurde in weiterer Folge im Sprachgebrauch österreichischer Behörden für die Bezeichnung eines kleineren Gebietes als Gegenstand der Verwaltung verwendet (Schulsprengel, Arztsprengel, Wahlsprengel usw.).

## Bildung von Zählsprengeln
Zählsprengel haben den Zweck, vergleichbare Erhebungs- und Auswertungseinheiten zu schaffen. Derzeit sind alle Gemeinden mit voraussichtlich mehr als 2000 Einwohnern in Zählsprengel gegliedert, deren durchschnittliche Einwohnerzahl bei 1000 Personen (bei einer Bandbreite von 300 bis 2000) liegt.
Unter Berücksichtigung dieses statistischen Kriteriums werden jene Gebiete als Zählsprengel bestimmt, die nach ihrer Struktur, Entwicklung und Funktion möglichst homogen sind.
- In Städten werden beispielsweise als Zählsprengel geführt:
Zentren, Wohngebiete verschiedenen Baualters und Bebauungstyps, industriell-gewerbliche Gebiete, landwirtschaftliche Randgebiete, charakteristische Mengungsgebiete bzw. Gebiete nach ihrer verkehrsmäßigen oder topographischen Lage. Das kann dazu führen, dass einzelne Wohnblocks oder Wohnhausanlagen eigene Zählsprengel bilden, wenn sie sich von der umliegenden Siedlungsstruktur deutlich abheben. Beispiele dafür sind der im Beispiel unten angeführte Wohnblock und die Wohnhausanlage – sie befinden sich in Siedlungsgebieten, die ansonsten weitgehend Einfamilienhäuser mit Gärten umfassen.
- In ländlichen Räumen werden als Zählsprengel geführt:
Dichter verbaute Zentralsprengel und locker verbaute Umgebungssprengel oder, wenn nur eine geschlossen verbaute Siedlung vorhanden ist, der alte Ortskern und die übrigen Teile einer Siedlung. Gemeinden mit homogener Siedlungsstruktur wurden an geeigneten Linien wie Eisenbahnen, Straßen, Wegen, Flüssen oder Katastralgemeindegrenzen unterteilt.

Zählsprengel können mit Katastralgemeinden oder den früheren Konskriptionsgemeinden übereinstimmen. Zählsprengelgrenzen können historische Grenzen sein, müssen das aber nicht.
Zählsprengel sind zwar arbeitstechnisch (als Basis für Statistiken), nicht aber flächenmäßig die Nachfolger der früheren Konskriptionsgemeinden.
Um die Entwicklung von Gemeinden, die später aufgelöst oder zusammengelegt wurden, über längere Zeiträume hinweg darstellbar zu lassen, werden alle 1961 oder später noch selbständig gewesenen Gemeinden als Zählsprengel dieser größeren Gemeinden ausgewiesen (Vereinigungsgemeinden).
Sinngemäß gilt das auch für größere Grenzänderungen. Auf die Einwohnerzahl wird in diesen Fällen nicht Rücksicht genommen. Gemeinden, die aufgrund von Gemeindezusammenlegungen (Eingemeindungen), die vor 1961 stattgefunden haben, nicht mehr existieren, sind aus den Zählsprengeln nicht mehr allgemein nachverfolgbar. Das gilt insbesondere für das Gebiet von Wien und dessen frühere Randgemeinden wie Liesing, Rodaun, Kalksburg, Siebenhirten, Atzgersdorf usw., die nun Teile des 23. Wiener Gemeindebezirks sind.
Zählsprengel haben sehr unterschiedliche Größen: sie können ein Hektar, aber auch hunderte und bei kleineren Gemeinden tausende Hektar umfassen. Dazu als Beispiel die Zählsprengel der Gemeinde Perchtoldsdorf südlich von Wien:
| Gemeindekennzahl | Gemeindename   | Zählsprengelnummer | Zählsprengelname                         | Fläche |
| ---------------- | -------------- | ------------------ | ---------------------------------------- | ------ |
| 31719            | Perchtoldsdorf | 31719 000          | Perchtoldsdorf – Zentrum                 | 68,79  |
| 31719            | Perchtoldsdorf | 31719 010          | Hochstraße                               | 20,92  |
| 31719            | Perchtoldsdorf | 31719 020          | Villengebiet Sonnbergstraße              | 193,63 |
| 31719            | Perchtoldsdorf | 31719 021          | Perchtoldsdorf – West                    | 525,26 |
| 31719            | Perchtoldsdorf | 31719 022          | Grienauergasse – Brunner Gasse           | 27,68  |
| 31719            | Perchtoldsdorf | 31719 023          | Wiener Gasse – Mühl Gasse                | 24,98  |
| 31719            | Perchtoldsdorf | 31719 030          | Hintere Sossen – Höllriegel              | 50,03  |
| 31719            | Perchtoldsdorf | 31719 031          | Ketzergasse – Bahnzeile                  | 52,46  |
| 31719            | Perchtoldsdorf | 31719 032          | Römerfeldgasse – Mühlgasse – Mozartgasse | 54,85  |
| 31719            | Perchtoldsdorf | 31719 033          | Greiner Straße – Eigenheimstraße         | 49,26  |
| 31719            | Perchtoldsdorf | 31719 034          | Wohnanlage Aspettengasse                 | 9,00   |
| 31719            | Perchtoldsdorf | 31719 040          | Wohnblock Klieber Gasse                  | 1,33   |
| 31719            | Perchtoldsdorf | 31719 050          | Perchtoldsdorf – Ost                     | 116,55 |
| 31719            | Perchtoldsdorf | 31719 060          | Tirolerhofsiedlung                       | 64,64  |

## Bezeichnung von Zählsprengeln
Die Zählsprengel Wiens werden als Zählgebiete bezeichnet.
Jeder Zählsprengel wird durch eine achtstellige Nummer beschrieben, wobei die ersten fünf Stellen die Gemeindekennziffer (1. Stelle: Bundesland, 2./3. Statutarstadt/Bezirk, 4./5. Gemeinde weitgehend alphabetisch) darstellt, die sechste und siebente für den Zählbezirk und die achte für den Zählsprengel.
Der erste Zählsprengel einer Gemeinde wird im Allgemeinen an den drei letzten Stellen mit 000 bezeichnet. Nur in Wien beginnen die Zählsprengel (Zählgebiete) mit 010.

Eine Gemeinde oder Ortschaft, die sich auf mehrere Sprengel verteilt, wird mit «X» bezeichnet.
Beispiel:
Pölfing-Brunn 60323 X
Brunn X – ZSP 000, 001
Jagernigg – ZSP 001
Pölfing – ZSP 001
Zählsprengelübersicht:
 Brunn-Dorf 60323 000
Pölfing-Brunn-Jagernigg 60323 001
Eine Namensbezeichnung der Zählsprengel ist nicht allgemein erfolgt: Zählsprengel in Wien und anderen Städten werden nur durch ihre Nummern bezeichnet. Wo es systematische Zählbezirke gibt, sind meist nur diese benannt.

## Mehrere Zählsprengel: Zählbezirk (Statistischer Bezirk)
Ein Zählbezirk kann einen oder mehrere Zählsprengel umfassen. Zählbezirke dienen dazu, ähnliche Zählsprengel, z. B. in gemeindeinternen Verwaltungseinheiten, Gemeindebezirken oder gebräuchliche Untergliederungen zusammenzufassen. Sie müssen nicht mehr geschlossenes Siedlungsgebiet bilden.
Man kann drei Gruppen von Zählbezirken unterscheiden:
- Mit den Gemeinden identische Zählbezirke, wenn diese in maximal 10 Zählsprengel untergliedert sind
- Hilfseinheiten bei der Bezifferung solcher Gemeinden, die durch Gebietsänderung entstanden sind und mehr als 10 Zählsprengel ausweisen, wobei sich diese strukturell aber nicht unterscheiden
- Echte Zählbezirke, die sich durch Struktur und Funktion voneinander abheben, d. h. ähnlich strukturierte Zählsprengel zusammenfassen (z. B. Altstadtbereich, Wohngebiete), oder die gemeindeinterne Verwaltungseinheiten darstellen (z. B. Gemeindebezirke) bzw. gebräuchliche und fallweise schematische Untergliederungen von Gemeinden repräsentieren.
Beispiel:[6]
Innsbruck – Gemeindekennzahl 701 01
Innsbruck-Altstadt – Zählbezirk 70101 00: Zählsprengel 70101 000, 70101 001
Innere Stadt-Nord – Zählbezirk 70101 02: Zählsprengel 70101 020, 70101 021
Innere Stadt-West – Zählbezirk 70101 03: Zählsprengel 70101 030–70101 033
Insgesamt hat die Statutarstadt Innsbruck dann 177 Zählsprengel, die sich in 42 Zählbezirke gruppieren, wobei die Gruppen der Gliederung der Stadt selbst und der eingemeindeten Ortschaften entspricht, z. B. 4 Zählbezirke für den Stadtteil Arzl (Nummern 60–63) mit 16 Sprengeln, einer für das Dorf Vill (70) mit nur einem Sprengel (700).

## Veröffentlichung von Zählsprengeln
Im Grenzkataster (Grundstücksdatenbank) nach dem Vermessungsgesetz sind die Zählsprengel entsprechend der Mitteilung der Statistik Austria wiederzugeben. Grenzkatastereintragungen sind über die Geografischen Informationssysteme-GIS der österreichischen Bundesländer zugänglich (Portal geoland.at).
Ergebnisse der Zählungen auf der Ebene der Zählsprengel werden in den Ortverzeichnissen der Statistik Austria veröffentlicht, Zählsprengellisten sind auch im Internet zugänglich.

## Verwendung von Zählsprengeln
An die Zählsprengel der amtlichen Statistik knüpfen andere Zählungen an, so z. B. die Versorgungsplanung für elektrische Energie nach der Elektrizitätsstatistikverordnung. Versorgungsgebiete im Sinne dieser Verordnung sind:
1. städtische Versorgungsgebiete Zählsprengel mit einer Wohnbevölkerung von mehr als 1000 Einwohnern je Quadratkilometer Dauersiedlungsraum.
2. ländliche Versorgungsgebiete Zählsprengel mit einer Wohnbevölkerung von höchstens 1000 Einwohnern je Quadratkilometer Dauersiedlungsraum.

## Zählsprengel sind keine Wahlsprengel
Zählsprengel und Wahlsprengel haben nichts miteinander zu tun. Sie können, müssen aber nicht deckungsgleich sein.
Die Einteilung der Wahlsprengel richtet sich nach Kapazitäts- und Erreichbarkeitskriterien: Sie werden so eingerichtet, dass beispielsweise am Wahltag in einem Wahlsprengel etwa siebzig Wähler in der Stunde ihre Stimme abgeben können oder ein Wahllokal in vertretbarer Zeit erreichbar ist.